# Hakendorfer Wälder
Das Naturschutzgebiet Hakendorfer Wälder befindet sich in den Gemeinden Hollenbek und Klein Zecher im Kreis Herzogtum Lauenburg in Schleswig-Holstein. Es dient der Sicherung, dem Schutz und der Entwicklung eines naturraumtypischen Ausschnittes der reichen, in Teilen staunassen Grundmoränenlandschaft im südöstlichen Landesteil. Die kleinflächig wechselnden, eng verzahnten Vorkommen von reichen Laubwäldern, Bruch- und Sumpfwäldern, Röhrichten, Sümpfen, Nasswiesen, Still- und Fließgewässern bilden Lebensräume charakteristischer, teilweise auch gefährdeter Arten und Lebensgemeinschaften, teilweise auch von europäischer Bedeutung.
Das Naturschutzgebiet ist Bestandteil des Grünen Bandes an der ehemaligen innerdeutschen Grenze. Es ist zu großen Teilen auch Fauna-Flora-Habitat (FFH) und Europäisches Vogelschutzgebiet (SPAGebiet).

## Besonders schützenswerte Vorkommen
Waldmeister-Buchenwald (Asperulo-Fagetum) und Subatlantischer oder mitteleuropäischer Stieleichenwald oder Eichen-Hainbuchenwald (Carpinion betuli). Kammmolch (Triturus cristatus) und Rotbauchunke (Bombina bombina). Kranich (Grus grus), Mittelspecht (Dendrocopos medius), Neuntöter (Lanius collurio), Pirol (Oriolus oriolus), Rohrweihe (Circus aeruginosus), Schwarzspecht (Dendrocopos martius), Wespenbussard (Pernis apivorus) und  Kiebitz (Vanellus vanellus).

## Besonderheiten
2017 gelang der Erstnachweis der wärmeliebenden Bleichfleck-Sackspinne (Porrhoclubiona leucaspis) und dokumentiert damit eine klimatisch bedingte Arealausweitung (Klimawandel).

## Fotos

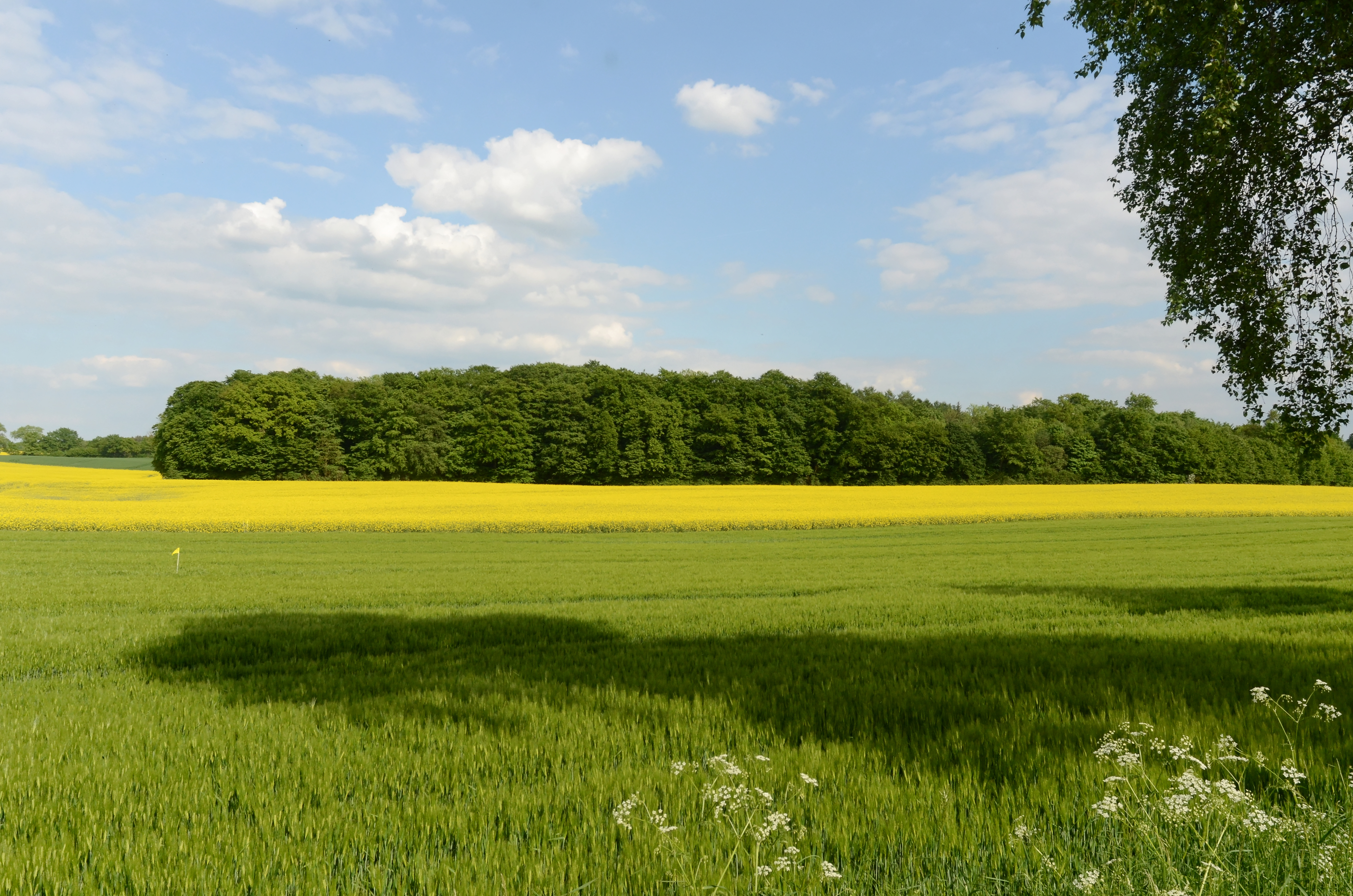
Wälder einschließlich Agrarflächen
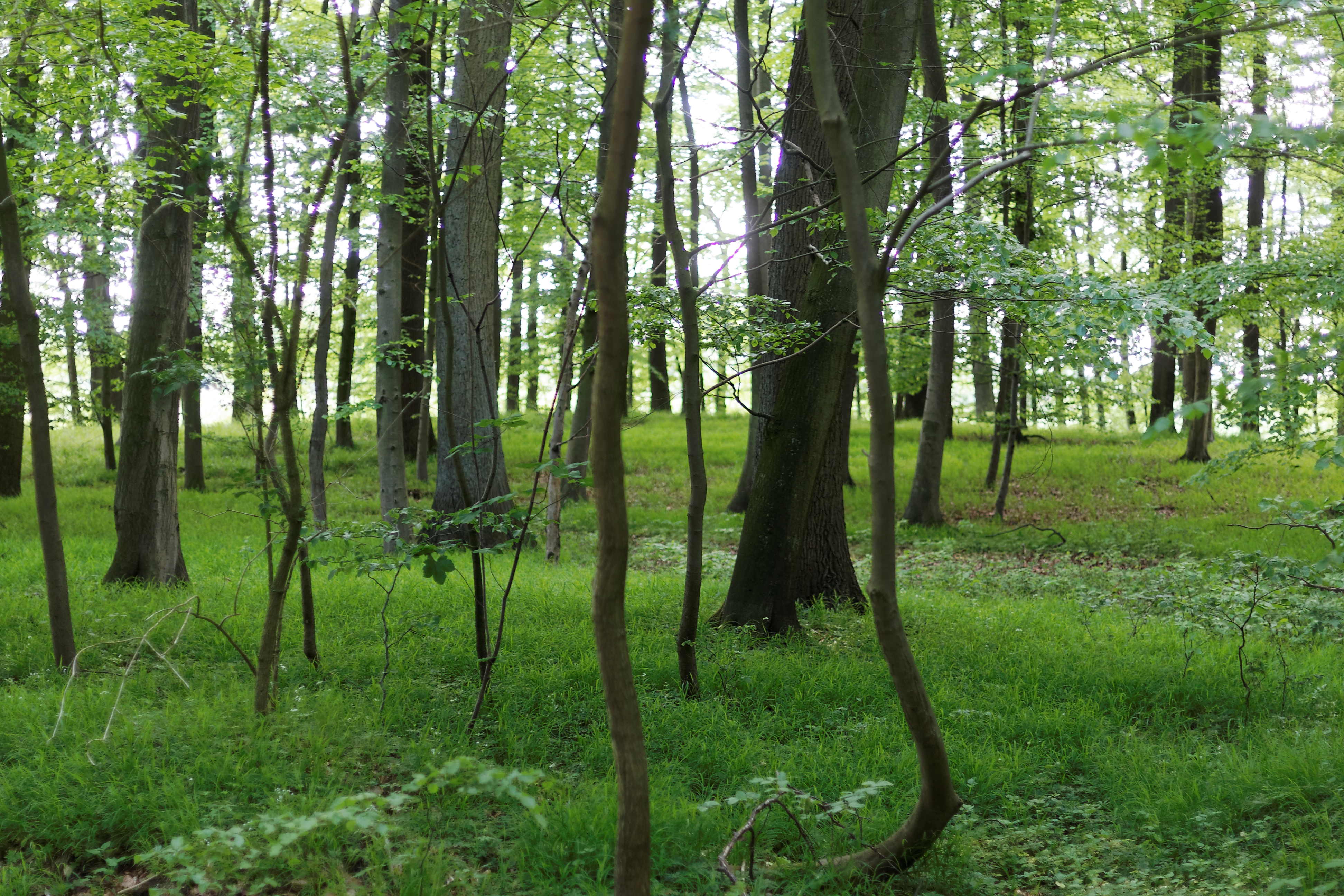
Laubwald
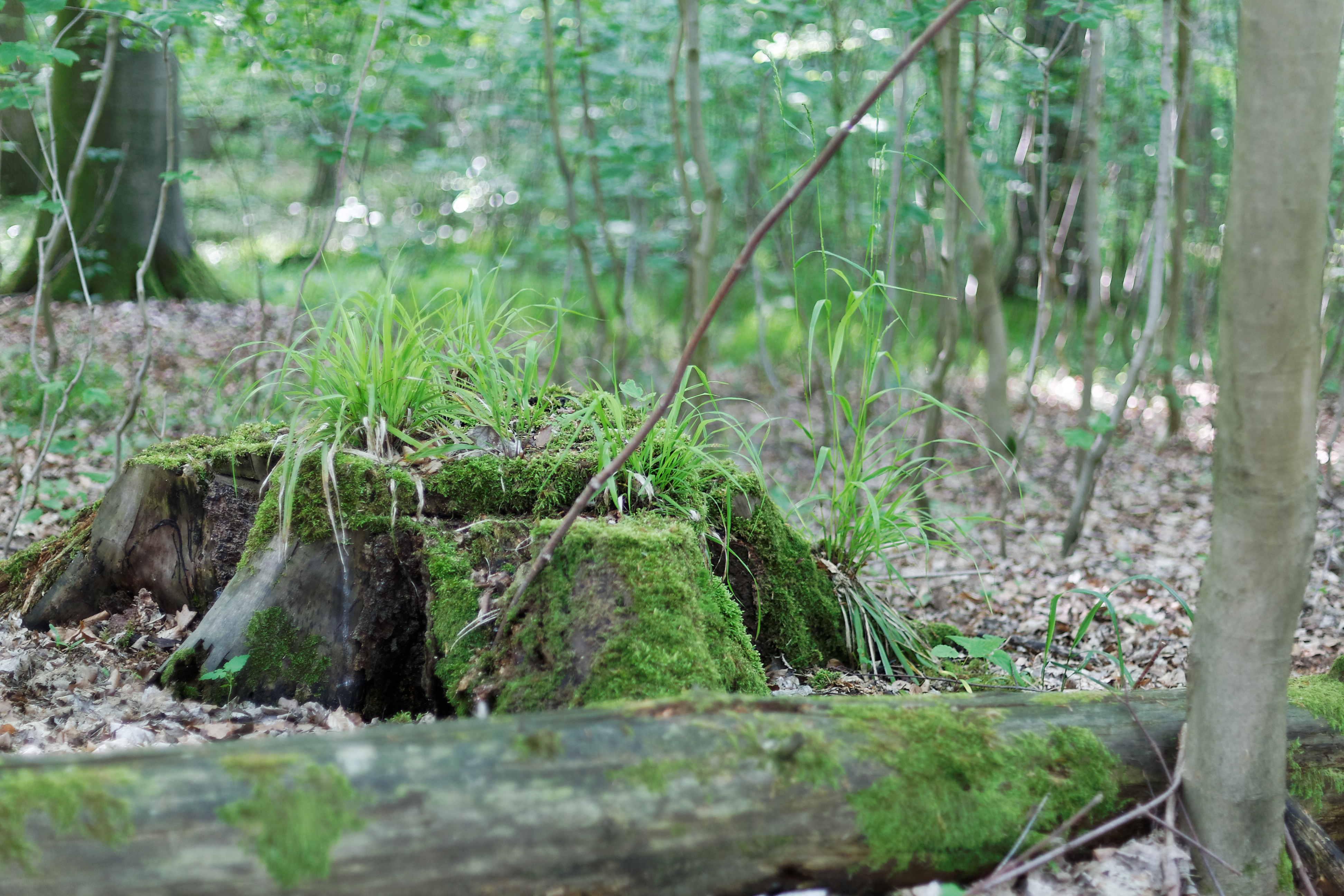
Totholz